# Mireia Vilapuig i Borrell
Mireia Vilapuig i Borrell (Sabadell, 2 de setembre de 1997) és una actriu i artista gràfica catalana. Va participar en la pel·lícula Herois, dirigida per Pau Freixas i coescrita amb Albert Espinosa, estrenada el 2010 al Festival de cinema de Màlaga. Aquesta pel·lícula va ser rodada en català majoritàriament i hi ha escenes puntuals en castellà, i posteriorment fou doblada plenament en castellà. Ha treballat a la sèrie Polseres vermelles amb la seva germana Joana Vilapuig. L'any 2014 va participar en el curtmetratge La muerte dormida, dirigit per David Casademunt. És filla del pintor Oriol Vilapuig, neta del pintor Alfons Borrell i besneta del paisatgista Joan Vila Puig.

## Filmografia[1]
| Any  | Pel·lícula                 | Personatge | Direcció                              |
| ---- | -------------------------- | ---------- | ------------------------------------- |
| 2010 | Herois                     | Cristina   | Pau Freixas                           |
| 2011 | REM (curt)                 | Eva        | Javier Ferreiro i María Sosa Betancor |
| 2011 | Nadador (curt)             | Sara       | Dani de la Orden                      |
| 2012 | Fènix 11·23                | Mireia     | Joel Joan i Sergi Lara                |
| 2014 | La muerte dormida (curt)   | Silvia     | David Casademunt                      |
| 2015 | Le dernier coup de marteau | Luna       | Alix Delaporte                        |
| 2016 | La redacció (curt)         |            | Alfonso Alba                          |
| 2022 | L'Escanyapobres            |            | Ibai Abad                             |

## Televisió[1]
| Any  | Sèrie              | Personatge | Cadena  |
| ---- | ------------------ | ---------- | ------- |
| 2012 | Polseres vermelles | Àlex       | TV3     |
| 2015 | Cites              | Fan Anna   | TV3     |
| 2016 | Nit i Dia          | Miren      | TV3     |
| 2020 | El Inocente        |            | Netflix |
| 2023 | Selftape           | Mireia     | Filmin  |